# Helena (Montana)
Helena (escucharⓘ  /ˈhɛlʲənə/) es la capital del estado estadounidense de Montana y la sede del condado de Lewis y Clark County.
Helena fue fundada como un campamento de oro durante la fiebre del oro de Montana y se estableció el 30 de octubre de 1864. Debido a la fiebre del oro, Helena se convertiría en una ciudad rica, con aproximadamente 50 millonarios habitando el área en 1888. La concentración de riqueza contribuyó a la prominente y elaborada arquitectura victoriana de la ciudad.
En el censo de 2010, la población de Helena era de 28.190, lo que la convierte en la quinta capital del estado menos poblada de Estados Unidos y la sexta ciudad más poblada de Montana. Es la ciudad principal del área estadística de Helena Micropolitan, que incluye todos los condados de Lewis y Clark y Jefferson; su población es de 81 653 según la estimación del censo de 2019.
El diario local es el Independent Record. La ciudad es servida por el Aeropuerto Regional de Helena (HLN).

## Historia

### Antes de los europeos
La zona de Helena estuvo habitada durante mucho tiempo por varios pueblos indígenas. La evidencia de los sitios de McHaffie e Indian Creek en lados opuestos de las montañas Elkhorn al sureste del valle de Helena muestra que la gente de la cultura Folsom vivió en el área hace más de 10 000 años. Antes de la introducción del caballo hace 300 años, y desde entonces, otros pueblos nativos, incluidos los salish y los pies negros, visitaron el área estacionalmente en sus rondas nómadas.

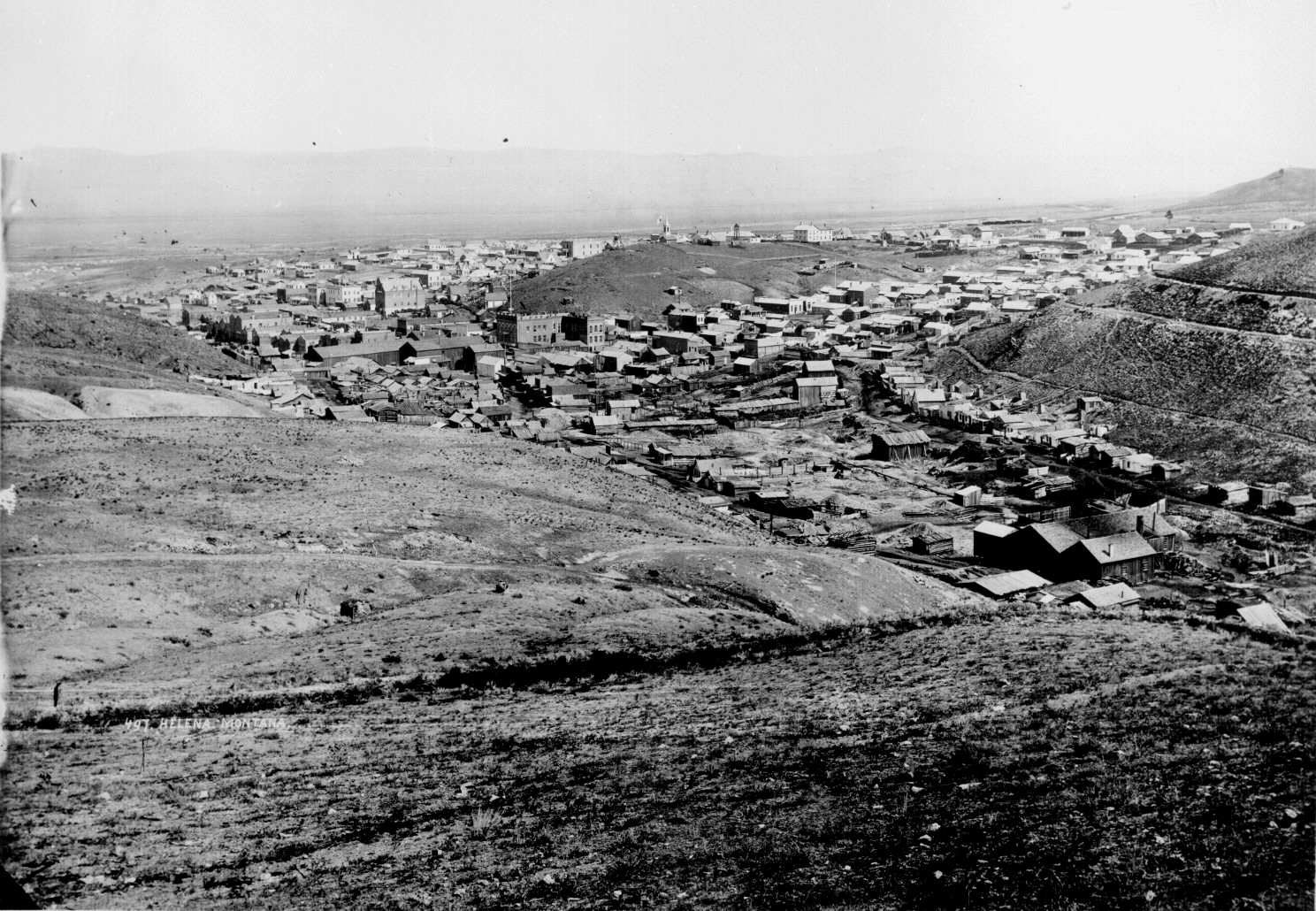
Helena, Montana en 1870

### Primeros asentamiento y fiebre del oro
A principios del siglo XIX, personas de ascendencia europea de Estados Unidos y el Canadá británico comenzaron a llegar a trabajar los arroyos de la cuenca del río Misuri en busca de animales con pieles como el castor, sin duda llevándolos a través del área ahora conocida como el Valle de Helena.
Las huelgas de oro en el Territorio de Idaho a principios de la década de 1860 atrajeron a muchos migrantes que iniciaron grandes fiebres del oro en Grasshopper Creek (Bannack) y Alder Gulch (Virginia City) en 1862 y 1863 respectivamente. Llegó tanta gente que el gobierno federal creó un nuevo territorio llamado Montana en mayo de 1864. Los mineros prospectaron por todas partes en busca de nuevos descubrimientos de oro aluvial. El 14 de julio de 1864, el descubrimiento de oro por un grupo de prospección conocido como los " Cuatro georgianos " en un barranco del Prickly Pear Creek llevó a la fundación de un campamento minero a lo largo de un pequeño arroyo en el área que llamaron Last Chance Gulch. ".
Para el otoño, la población había aumentado a más de 200 y algunos pensaban que el nombre Last Chance (o sea, Última Oportunidad) era un nombre inapropiado. El 30 de octubre de 1864, un grupo de al menos siete hombres autoproclamados se reunió para renombrar la ciudad, autorizar el trazado de las calles y elegir comisionados. La primera sugerencia fue "Tomah", una palabra que el comité pensó que tenía conexiones con la población indígena local. Otras nominaciones incluyeron Pumpkinville y Squashtown (pues la reunión se llevó a cabo el día antes de Halloween). Otras sugerencias fueron nombrar la comunidad con el nombre de varias ciudades de Minnesota, como Winona y Rochester, ya que varios colonos habían venido de esos sitios de Minnesota. 
Por último, un escocés, John Summerville, propuesto Helena, que pronunció  /həˈliːnə/ hə-LEE -nə, en honor de Helena Township, condado de Scott, Minnesota. Esto causó un alboroto inmediato de los antiguos confederados en la habitación, que insistía en la pronunciación  /ˈhɛlᵻnə/ HEL -i-nə, como Helena una ciudad en el río Misisipi en el estado de Arkansas. Mientras que el nombre won "Helena", la pronunciación variar hasta aproximadamente 1882 cuando el  /ˈhɛlᵻnə/ HEL -i-nə pronunciación se convirtió en dominante. Los relatos posteriores sobre el nombre de Helena afirmaron que el nombre provenía de la isla de Santa Elena, donde Napoleón fue exiliado, o era el de la novia de un minero.

Mapa panorámico de Helena de 1875 con algunos sitios de estadísticas enumerados

Helena fue inspeccionada por el capitán John Wood en 1865 por primera vez. Las calles originales de Helena siguieron los caminos de los mineros, lo que hizo que las primeras manzanas fueran de varios tamaños y formas.
En 1870, Henry D. Washburn, nombrado agrimensor general de Montana en 1869, organizó la Expedición Washburn-Langford-Doane en Helena para explorar las regiones que se convertirían en el parque nacional de Yellowstone. Mount Washburn, dentro del parque, lleva su nombre. La expedición incluyó a varios residentes de Helena.

### Auge económico
En 1888, unos 50 millonarios vivían en Helena, más per cápita que en cualquier ciudad del mundo. Habían hecho sus fortunas con oro. Se estima que alrededor de $ 3,6 mil millones en dinero de hoy se extrajeron de Helena durante este período de tiempo. The Last Chance Placer es uno de los depósitos de placer más famosos del Oeste de Estados Unidos. La mayor parte de la producción ocurrió antes de 1868. Gran parte del placer se encuentra ahora bajo las calles y edificios de Helena.
Esta gran concentración de riqueza fue la base del desarrollo de hermosas residencias y una arquitectura ambiciosa en la ciudad; sus barrios victorianos reflejan los años dorados. Los numerosos mineros también atrajeron el desarrollo de un próspero barrio rojo. Entre las conocidas madams locales se encontraba Josephine "Chicago Joe" Airey, quien construyó un próspero imperio comercial entre 1874 y 1893, convirtiéndose en uno de los terratenientes más grandes e influyentes de Helena. Los burdeles de Helena fueron una parte exitosa de la comunidad empresarial local hasta bien entrado el siglo XX, y terminaron con la muerte en 1973 de la última señora de Helena, "Big Dorothy" Baker.

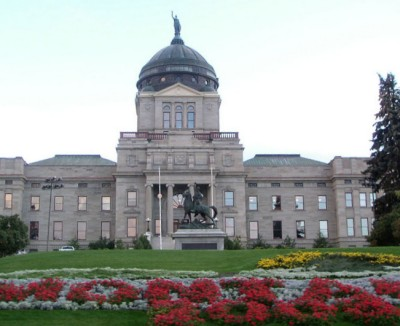
En 1902 se completó el edificio del Capitolio del Estado de Montana

El símbolo oficial de Helena es un dibujo de "The Guardian of the Gulch", una torre de vigilancia contra incendios de madera construida en 1886. Todavía se encuentra en Tower Hill con vistas al distrito del centro. La torre, que se construyó en 1874, reemplazó una serie de edificios de observación; el original se construyó en respuesta a una serie de incendios devastadores que arrasaron el campamento minero temprano. El 2 de agosto de 2016, un incendio provocado dañó gravemente la torre y se consideró estructuralmente inestable. La torre será demolida, pero se reconstruirá utilizando los mismos métodos que en su construcción original.
En 1889, el magnate de los ferrocarriles Charles Arthur Broadwater abrió su Hotel Broadwater y Natatorium al oeste de Helena. El Natatorio albergó la primera piscina cubierta del mundo. Dañado en el terremoto de Helena de 1935, cerró en 1941. Los numerosos edificios de la propiedad fueron demolidos en 1976. Hoy en día, el Broadwater Fitness Center se encuentra justo al oeste de la ubicación original del Hotel & Natatorium, con una piscina al aire libre calentada por agua de manantial natural que corre debajo de ella.
Helena ha sido la capital del Territorio de Montana desde 1875 y el estado de Montana desde 1889. Se llevaron a cabo referendos en 1892 y 1894 para determinar la capital del estado; el resultado fue mantener la capital en Helena. En 1902, se completó el Capitolio del Estado de Montana. Hasta el censo de 1900, Helena era la ciudad más poblada del estado. Ese año fue superado por Butte (con una población de 30 470 habitantes), donde se desarrollaba la industria minera.
Entre los colonos que atrajo la prosperidad de la ciudad estaban los negros que huían del racismo en el sur. Muchos encontraron trabajo en las minas o en los ferrocarriles y establecieron una clase media que apoyaba las empresas de propiedad negra, las iglesias negras, los periódicos negros y una sociedad literaria negra. Un oficial de policía negro patrullaba el vecindario (blanco) más rico de la ciudad. Pero a finales de la década de 1900, las nuevas leyes discriminatorias, como la prohibición de los matrimonios mixtos y el establecimiento de muchas sundown towns, junto con las actitudes racistas que las condujeron, expulsaron a muchos negros no solo a Helena por parte del estado, hasta el punto de que el La población negra de la ciudad hoy en día es una pequeña fracción de lo que era a principios del siglo XX.
En 1916, las Hijas Unidas de la Confederación encargaron la construcción de la Fuente Conmemorativa Confederada en Hill Park. Fue el único monumento confederado en el Noroeste de Estados Unidos. La fuente fue removida el 18 de agosto de 2017, luego de que la Comisión de la Ciudad de Helena la considerara una amenaza para la seguridad pública luego de una manifestación nacionalista blanca en Charlottesville, Virginia.

### Década de 1980 hasta el presente

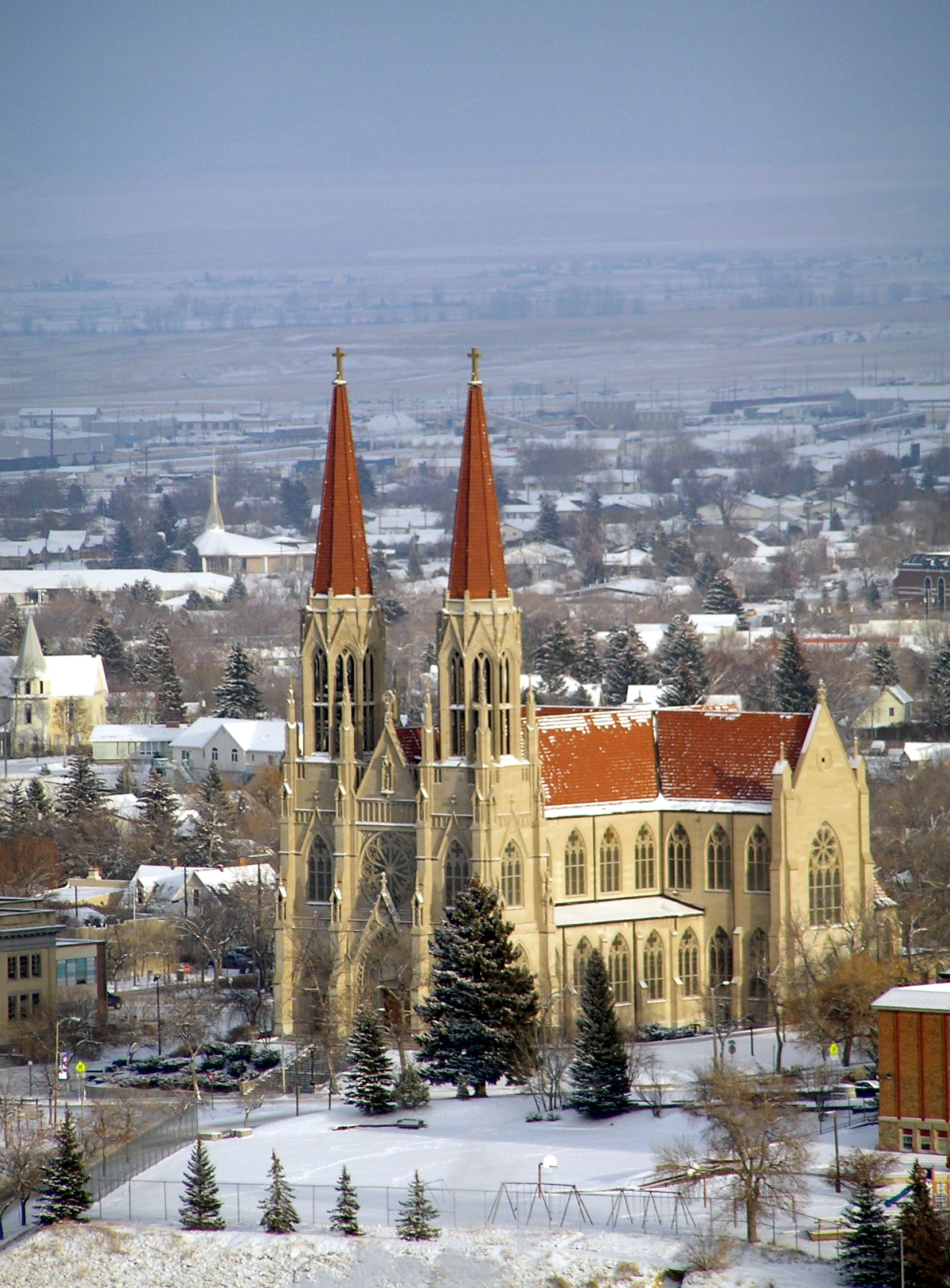
La Catedral de Santa Elena se inauguró en 1914

La Catedral de Santa Helena y el Centro Cívico son dos de los muchos edificios históricos importantes de Helena.
Muchos helenans que trabajan (aproximadamente el 18%) trabajan para agencias del gobierno estatal. Cuando está en Helena, la mayoría de la gente visita el centro comercial local. Se completó a principios de la década de 1980 después de que la renovación urbana y el Programa de Ciudades Modelo a principios de la década de 1970 hubieran eliminado muchos edificios históricos del distrito del centro. Durante la siguiente década, se renovó un distrito comercial de tres cuadras que siguió al Last Chance Gulch original. Un pequeño arroyo artificial corre a lo largo de la mayor parte del paseo peatonal para representar los manantiales subterráneos que originalmente fluían sobre el suelo en partes de Gulch.
La Fundación Archie Bray, un centro de cerámica de renombre internacional fundado en 1952, se encuentra al noroeste de Helena, cerca de Spring Meadow Lake.
Un accidente de tren significativo ocurrió el 2 de febrero de 1989, en el que un tren de carga fugitivo de 48 vagones se estrelló contra un tren estacionado cerca de Carroll College, provocando una explosión que rompió las ventanas hasta tres millas de distancia, causando que la mayor parte de la ciudad perdiera energía y obligando a algunos residentes a evacuar en un clima bajo cero.
Con las montañas, Helena tiene mucha recreación al aire libre, incluida la caza y la pesca. Great Divide Ski Area se encuentra al noroeste de la ciudad, cerca de la ciudad fantasma de Marysville. Helena también es conocida por su bicicleta de montaña. Fue designado oficialmente como Ride Center nivel bronce de la Asociación Internacional de Ciclismo de Montaña el 23 de octubre de 2013.
La High School secundaria de Helena y la High School secundaria de Capital son escuelas secundarias públicas en el Distrito Escolar n.º 1 de Helena.
En 2017, los votantes de Helena eligieron como alcalde al ex refugiado liberiano Wilmot Collins, quien se informó ampliamente como el primer alcalde negro de Helena. The Independent Record informó una investigación impugnada que indicaba que, a principios de la década de 1870, un ET Johnson, incluido en el directorio de la ciudad como un barbero negro de Washington D. C., había sido elegido alcalde, antes de que Helena se convirtiera en una ciudad incorporada.

## Geografía
Según la Oficina del Censo de los Estados Unidos, la ciudad tiene una superficie total de 42,45 km², de los cuales 42,35 km² son tierra y 0,10 km² son agua.

### Clima
Helena tiene un clima semiárido frío  (Köppen BSk), con inviernos largos, fríos y moderadamente nevados, veranos calurosos y secos, y primaveras y otoños cortos en el medio. La temperatura media diaria mensual oscila entre −14 °C en enero a 21 °C en agosto. Se han observado nevadas en todos los meses excepto en julio, pero generalmente están ausentes de mayo a septiembre y normalmente se acumulan solo en cantidades ligeras. Los inviernos tienen períodos de moderación, en parte debido a la influencia del calentamiento de los chinooks. Las precipitaciones caen principalmente en la primavera y generalmente son escasas, con un promedio de solo 29 cm anualmente.
| Parámetros climáticos promedio de Helena, Montana, normales 1991–2020, extremos 1880–presente | Parámetros climáticos promedio de Helena, Montana, normales 1991–2020, extremos 1880–presente | Parámetros climáticos promedio de Helena, Montana, normales 1991–2020, extremos 1880–presente | Parámetros climáticos promedio de Helena, Montana, normales 1991–2020, extremos 1880–presente | Parámetros climáticos promedio de Helena, Montana, normales 1991–2020, extremos 1880–presente | Parámetros climáticos promedio de Helena, Montana, normales 1991–2020, extremos 1880–presente | Parámetros climáticos promedio de Helena, Montana, normales 1991–2020, extremos 1880–presente | Parámetros climáticos promedio de Helena, Montana, normales 1991–2020, extremos 1880–presente | Parámetros climáticos promedio de Helena, Montana, normales 1991–2020, extremos 1880–presente | Parámetros climáticos promedio de Helena, Montana, normales 1991–2020, extremos 1880–presente | Parámetros climáticos promedio de Helena, Montana, normales 1991–2020, extremos 1880–presente | Parámetros climáticos promedio de Helena, Montana, normales 1991–2020, extremos 1880–presente | Parámetros climáticos promedio de Helena, Montana, normales 1991–2020, extremos 1880–presente | Parámetros climáticos promedio de Helena, Montana, normales 1991–2020, extremos 1880–presente |
| Mes                                                                                           | Ene.                                                                                          | Feb.                                                                                          | Mar.                                                                                          | Abr.                                                                                          | May.                                                                                          | Jun.                                                                                          | Jul.                                                                                          | Ago.                                                                                          | Sep.                                                                                          | Oct.                                                                                          | Nov.                                                                                          | Dic.                                                                                          | Anual                                                                                         |
| --------------------------------------------------------------------------------------------- | --------------------------------------------------------------------------------------------- | --------------------------------------------------------------------------------------------- | --------------------------------------------------------------------------------------------- | --------------------------------------------------------------------------------------------- | --------------------------------------------------------------------------------------------- | --------------------------------------------------------------------------------------------- | --------------------------------------------------------------------------------------------- | --------------------------------------------------------------------------------------------- | --------------------------------------------------------------------------------------------- | --------------------------------------------------------------------------------------------- | --------------------------------------------------------------------------------------------- | --------------------------------------------------------------------------------------------- | --------------------------------------------------------------------------------------------- |
| Temp. máx. abs. (°C)                                                                          | 17.2                                                                                          | 20.6                                                                                          | 25.6                                                                                          | 30                                                                                            | 35                                                                                            | 40                                                                                            | 40.6                                                                                          | 40.6                                                                                          | 38.9                                                                                          | 30.6                                                                                          | 24.4                                                                                          | 21.1                                                                                          | 40.6                                                                                          |
| Temp. máx. media (°C)                                                                         | 0.2                                                                                           | 2.9                                                                                           | 8.6                                                                                           | 13.7                                                                                          | 19.1                                                                                          | 23.7                                                                                          | 30.1                                                                                          | 29.2                                                                                          | 22.9                                                                                          | 14.2                                                                                          | 6                                                                                             | 0.3                                                                                           | 14.3                                                                                          |
| Temp. media (°C)                                                                              | -5                                                                                            | -2.7                                                                                          | 2.3                                                                                           | 6.9                                                                                           | 12.2                                                                                          | 16.5                                                                                          | 21.4                                                                                          | 20.4                                                                                          | 14.9                                                                                          | 7.5                                                                                           | 0.4                                                                                           | -4.8                                                                                          | 7.5                                                                                           |
| Temp. mín. media (°C)                                                                         | -10.3                                                                                         | -8.2                                                                                          | -4.1                                                                                          | 0.2                                                                                           | 5.3                                                                                           | 9.3                                                                                           | 12.8                                                                                          | 11.6                                                                                          | 7                                                                                             | 0.8                                                                                           | -5.1                                                                                          | -9.9                                                                                          | 0.8                                                                                           |
| Temp. mín. abs. (°C)                                                                          | -41.1                                                                                         | -41.1                                                                                         | -34.4                                                                                         | -23.3                                                                                         | -8.3                                                                                          | -1.1                                                                                          | 2.2                                                                                           | -2.2                                                                                          | -14.4                                                                                         | -22.2                                                                                         | -39.4                                                                                         | -40                                                                                           | -41.1                                                                                         |
| Precipitación total (mm)                                                                      | 9.9                                                                                           | 10.7                                                                                          | 13.2                                                                                          | 25.9                                                                                          | 49.5                                                                                          | 56.1                                                                                          | 26.9                                                                                          | 26.4                                                                                          | 24.4                                                                                          | 19.8                                                                                          | 15                                                                                            | 11.7                                                                                          | 289.6                                                                                         |
| Nevadas (cm)                                                                                  | 16.8                                                                                          | 16.8                                                                                          | 11.7                                                                                          | 7.4                                                                                           | 0.3                                                                                           | 0                                                                                             | 0                                                                                             | 0.8                                                                                           | 0.5                                                                                           | 7.1                                                                                           | 13.7                                                                                          | 19.6                                                                                          | 94.5                                                                                          |
| Días de precipitaciones (≥ 0.2 mm)                                                            | 6.5                                                                                           | 6.5                                                                                           | 6.9                                                                                           | 8.8                                                                                           | 11.2                                                                                          | 11.5                                                                                          | 7.5                                                                                           | 6.3                                                                                           | 5.8                                                                                           | 7.0                                                                                           | 6.5                                                                                           | 6.6                                                                                           | 91.1                                                                                          |
| Días de nevadas (≥ 0.2 cm)                                                                    | 5.6                                                                                           | 5.6                                                                                           | 3.7                                                                                           | 2.1                                                                                           | 0.2                                                                                           | 0.1                                                                                           | 0.0                                                                                           | 0.1                                                                                           | 0.0                                                                                           | 1.5                                                                                           | 4.0                                                                                           | 5.2                                                                                           | 28.1                                                                                          |
| Horas de sol                                                                                  | 119.4                                                                                         | 149.0                                                                                         | 225.8                                                                                         | 243.0                                                                                         | 282.0                                                                                         | 308.7                                                                                         | 370.3                                                                                         | 324.1                                                                                         | 254.6                                                                                         | 202.9                                                                                         | 118.6                                                                                         | 99.9                                                                                          | 2698.3                                                                                        |
| Humedad relativa (%)                                                                          | 66.0                                                                                          | 64.1                                                                                          | 60.1                                                                                          | 53.9                                                                                          | 53.5                                                                                          | 52.1                                                                                          | 46.4                                                                                          | 47.5                                                                                          | 54.5                                                                                          | 58.3                                                                                          | 64.8                                                                                          | 68.1                                                                                          | 57.4                                                                                          |
| Fuente n.º 1: NOAA (humedad y horas de sol 1961–1990)                                         |                                                                                               |                                                                                               |                                                                                               |                                                                                               |                                                                                               |                                                                                               |                                                                                               |                                                                                               |                                                                                               |                                                                                               |                                                                                               |                                                                                               |                                                                                               |
| Fuente n.º 2: National Weather Service                                                        |                                                                                               |                                                                                               |                                                                                               |                                                                                               |                                                                                               |                                                                                               |                                                                                               |                                                                                               |                                                                                               |                                                                                               |                                                                                               |                                                                                               |                                                                                               |

## Demografía
Según el censo de 2010, había 28190 personas residiendo en Helena. La densidad de población era de 664,16 hab./km². De los 28190 habitantes, Helena estaba compuesto por el 93.34% blancos, el 0.42% eran afroamericanos, el 2.3% eran amerindios, el 0.73% eran asiáticos, el 0.07% eran isleños del Pacífico, el 0.56% eran de otras razas y el 2.59% pertenecían a dos o más razas. Del total de la población el 2.76% eran hispanos o latinos de cualquier raza.